# Христина Дивовижна
Христина Дивовижна або Христина Бельгійська (1150, Брюстем під Льєжем — 1224, Сінт-Трейден) — католицька свята. Також відома як Христина Мірабела (Christina Mirabilis).

## Життєпис
Народилася близько 1150 року в Брустемі (провінція Лімбург, Бельгія; нині частина міста Сінт-Трейден). Французька селянка, у 15 років осиротіла, а в 22 роки пережила каталептичний припадок: перестала рухатися, оточуючі не могли розрізнити ні дихання, ні серцебиття, і Христину наступного ж дня понесли до церкви відспівувати. Під час меси вона раптово ожила, сіла в труні і, за словами біографа, «як пташка» видерлася на дах церкви. Народ в паніці кинувся геть, тільки старша сестра Христини залишилася нерухомою і молилася. Закінчивши службу, священник умовив дівчину спуститися, і та розповіла, що побувала у пеклі, в чистилищі і навіть у раю, де їй запропонували або залишитися, або повернутися на землю і своїми молитвами і стражданнями допомогти увійти в рай тим, кого вона бачила в чистилищі. Вона вирішила повернутися.
Вела вона себе надалі так, що багато хто бачив у ній біснувату: намагалася триматися подалі від людей, пояснюючи, що після райських ароматів запах людського поту їй огидний, бігала по лісах, забиралася на дерева, скелі і башти, ходила по загороди як акробат. Вона могла взяти в руку жар і зануритися в крижану воду без найменшого збитку для здоров'я. Її намагалися зв'язати, але вона всякий раз виплутувалася. Жила вона милостинею.
Її поселили черниці монастиря св. Катерини в Сент-Тронді, і тут її вже за життя вважали святою. До неї зверталися за порадами люди найвищого суспільного становища. Біографію Христини написав кардинал Жак де Вітрі, що знав її особисто. Христина вела себе незвично для західної християнської традиції, зате на сході в ній відразу б розпізнали юродиву: особистість без всякої патології, яка веде себе незвично для пробудження в навколишніх віри. Вважається, що на заході юродивих не було, або що їх не шанували святими, але випадок з Христиною показує, що юродство було, тільки його не хотіли виділяти як особливий тип святості.
9 років вона прожила в замку Лун, потім в Сен-Тронді. Померла бл. 1224 року в монастирі Св. Катерини в Сен-Тронді. Її мощі в 1231 році були перенесені в Nonhemielen, що знаходиться поза містом. У 1249 році перенесені та спочивають нині в церкві редемптористів в Сен-Тронді.
Прозвання Христини «дивовижна», близьке за змістом до слов'янського «юродива» — «незвичайна».
День пам'яті — 24 липня.